# 歷山四世
亞歷山大四世（拉丁語：Alexander PP. IV；約1199年—1261年5月25日）本名延內的羅蘭（Rinaldo di Jenne），1254年12月12日當選教宗，同年12月20日即位至1261年5月25日為止。

## 譯名列表
- ：天主教香港教區禮儀委員會：禧年專頁 （页面存档备份，存于）作、《大英簡明百科知識庫》2005年版[永久]、《世界人名翻譯大辭典》1993年版作亞歷山大。
- ：香港天主教教區檔案　歷任教宗作。
- 亞力山大：真理辯證中文網 兩千年教會歷史巡禮 第四篇 中世紀前期教會歷史作亞力山大。
- 亞力山大、：國立編譯舘 （页面存档备份，存于）作亞力山大、亞歷山大。